# 2. československá hokejová liga 1962/1963
2. československá hokejová liga 1962/1963 byla 10. ročníkem československé druhé nejvyšší hokejové soutěže.

## Systém soutěže
Soutěže se účastnilo 24 týmů rozdělených do dvou skupin po 12 týmech. Ve skupině se utkaly týmy dvoukolově každý s každým (celkem 22 kol). Vítězové skupin postoupili do nejvyšší soutěže.
Ze soutěže z důvodu jejího rozšíření nikdo nesestupoval.

## Základní část

### Skupina A
| Poř. | Tým                            | Z  | V  | R | P  | VG  | OG  | B  |
| ---- | ------------------------------ | -- | -- | - | -- | --- | --- | -- |
| 1.   | VTJ Dukla Litoměřice           | 22 | 18 | 2 | 2  | 144 | 54  | 38 |
| 2.   | TJ Spartak Motorlet Praha      | 22 | 14 | 1 | 7  | 116 | 86  | 29 |
| 3.   | TJ Jiskra Havlíčkův Brod       | 22 | 12 | 4 | 6  | 93  | 61  | 28 |
| 4.   | TJ Spartak AZNP Mladá Boleslav | 22 | 12 | 1 | 9  | 85  | 78  | 25 |
| 5.   | TJ Dynamo Karlovy Vary         | 22 | 11 | 3 | 8  | 69  | 64  | 25 |
| 6.   | TJ SONP Kladno B               | 22 | 10 | 3 | 9  | 88  | 90  | 23 |
| 7.   | TJ Spartak Tatra Kolín         | 22 | 10 | 2 | 10 | 99  | 96  | 22 |
| 8.   | TJ Spartak Praha Sokolovo B    | 22 | 9  | 2 | 11 | 81  | 88  | 20 |
| 9.   | TJ Spartak Tatra Smíchov       | 22 | 6  | 2 | 14 | 60  | 92  | 14 |
| 10.  | TJ Stadion Liberec             | 22 | 7  | 0 | 15 | 61  | 107 | 14 |
| 11.  | TJ VCHZ Pardubice              | 22 | 6  | 1 | 15 | 76  | 116 | 13 |
| 12.  | TJ Spartak ZVÚ Hradec Králové  | 22 | 5  | 3 | 14 | 80  | 120 | 13 |

### Skupina B
| Poř. | Tým                                     | Z  | V  | R | P  | VG  | OG  | B  |
| ---- | --------------------------------------- | -- | -- | - | -- | --- | --- | -- |
| 1.   | TJ Gottwaldov                           | 22 | 19 | 1 | 2  | 120 | 47  | 39 |
| 2.   | TJ Slezan OSP Opava                     | 22 | 16 | 1 | 5  | 114 | 64  | 33 |
| 3.   | TJ Spartak Královopolská strojírna Brno | 22 | 12 | 4 | 6  | 84  | 58  | 28 |
| 4.   | TJ Spartak Moravia Olomouc              | 22 | 12 | 2 | 8  | 97  | 49  | 26 |
| 5.   | TJ Slovan Hodonín                       | 22 | 11 | 3 | 8  | 82  | 86  | 25 |
| 6.   | TJ Baník OKD Ostrava                    | 22 | 9  | 3 | 10 | 98  | 91  | 21 |
| 7.   | TJ Lokomotíva Tatrapíly Poprad          | 22 | 8  | 4 | 10 | 79  | 88  | 20 |
| 8.   | VTJ Dukla Trenčín                       | 22 | 8  | 2 | 12 | 76  | 89  | 18 |
| 9.   | TJ Spartak Třebíč                       | 22 | 8  | 2 | 12 | 87  | 103 | 18 |
| 10.  | TJ Dynamo Žilina                        | 22 | 6  | 4 | 12 | 70  | 116 | 16 |
| 11.  | TJ Slovan CHZJD Bratislava B            | 22 | 6  | 0 | 16 | 52  | 102 | 12 |
| 12.  | TJ Iskra Smrečina Banská Bystrica       | 22 | 3  | 2 | 17 | 45  | 111 | 8  |

Týmy TJ Gottwaldov a VTJ Dukla Litoměřice postoupily do nejvyšší soutěže.